# The Ugly Duckling and Me!
The Ugly Duckling and Me! (O Patinho Feio e Eu, em Portugal; Putz! A Coisa Tá Feia, no Brasil; em dinamarquês Den grimme ælling og mig) é um filme de animação lançado em 2006 e realizado por Michael Hegner e Karsten Kiilerich. O filme é baseada na série homônima do mesmo nome e também na fábula do patinho feio. Na versão brasileira os protagonistas do filme foram dublados por Tadeu Mello e Márcio Garcia (os mesmos dubladores de A Era do Gelo).

## Sinopse
Ratso é um rato esperto e malandro que atua como empresário de shows de comédia e que quer ir ao Parque de diversões para apresentar seu novo espetáculo com a estrela principal do show, seu melhor amigo, a minhoca Wesley. Cansado de shows fracassados, Wesley desiste de se apresentar e acaba com a parceria entre ele e Ratso, mesmo assim, ele é sequestrado por Ratso, que acaba reencontrando Phyllis, uma rata perigosa e mal-humorada que sempre o persegue com a ajuda dos irmãos grandalhões Frank e Stan.
Fugindo de Phyllis, Ratso se separa de Wesley e acaba indo parar na Lagoa dos Patos, (uma espécie de terreiro para patas e galinhas) que não tem saída, e acaba encontrando um ovo abandonado, sendo obrigado por Esmeralda, a líder das galináceas, a criá-lo como seu filho. Do ovo logo nasce Feio (nome dado por Ratso) um patinho feio e desajeitado, que se torna "filho" de Ratso. Após alguns dias, Ratso consegue fugir do local, mas percebe que a feiura e o jeito desajeitado de Feio dariam um novo e belo show, e é aí que Ratso decide também levá-lo ao parque de diversões. Feio cresce e torna-se um adolescente, deixando Ratso cada vez mais surpreso.
No caminho, Feio se apaixona por Jesse, uma pata que ele salva de uma uma raposa, deixando Ratso frustrado (pois Jesse percebeu as verdadeiras intenções de Ratso, e tenta alertar Feio). Os três viajam pela floresta até chegarem ao Parque de Diversões onde são recebidos pelo primo de Ratso, Ernie (que curiosamente é um gato) e pelo melhor amigo dele, uma meia fantoche galo chamado William. Na noite do espetáculo, Feio se apresenta dançando para o público (gaivotas), mas é zombado por todos por causa de sua feiura, a partir daí ele percebe as intenções de Ratso e se decepciona.
Feio então é sequestrado por Phyllis e seus dois irmãos e é levado de volta à Lagoa dos patos, assim Ratso (com muita culpa) decide se unir a Jesse e Ernie e ir salvar seu filho. No final Feio passa por uma transformação (ficando muito bonito) e salva seu pai de Phyllis, que queria casar-se com ele a força, por ser o único rato solteiro da cidade. Feio também salva Jesse e todos os habitantes do galinheiro. Assim todos descobrem que Feio era na verdade um cisne, e que ele nasceu de um ovo de cisne, tendo que se juntar ao seu verdadeiro bando. Mas Feio agora quer ficar com Ratso (a quem sempre considerou um pai), Jesse (sua nova namorada) e com todos aqueles que ama.

## Dublagem
| Personagem | Voz original            | Voz em Portugal            | Voz no Brasil                                     | Voz na França           |
| ---------- | ----------------------- | -------------------------- | ------------------------------------------------- | ----------------------- |
| Ratso      | Morgan C. Jones         | Peter Michael              | Tadeu Mello                                       | Bruno Solo              |
| Feio       | Kim Larney Justin Gregg | Renato Godinho Rebeca Belo | Márcio Garcia Daniel Figueira Erik Lopes (2ª Voz) | M. Pokora Victor Naudet |
| Gato Ernie | Drew Lucas              | Paulo Pires                | Armando Tiraboschi                                | Richard Darbois         |
| William    | Hope Brown              | Paulo Pires                | Sérgio Corcetti                                   | Richard Darbois         |
| Jesse      | Aileen Mythen           | Rita Pereira               | Samira Fernandes                                  | Leslie                  |
| Phyllis    | Anna Olson              | Cláudia Cadima             | Larissa Queiroz                                   | Brigitte Virtudes       |
| Daphne     | Barbara Bergin          | Helena Isabel              | Márcia Regina                                     | Dolly Vanden            |
| Esmeralda  | Barbara Bergin          |                            | Cláudia Carli                                     | Julie Carli             |
| Frank      | Morgan C. Jones         |                            | Vagner Santos                                     | Bruno Dubenart          |
| Stan       | Gary Hetzler            |                            | César Marchetti                                   | Jeremy Prevost          |
| Wesley     | Paul Tylak              | Bruno Ferreira             | Fritz Gianvito                                    | Adrien Solis            |

- Vozes Adicionais: Adna Cruz, Adriana Pissardini, Agatha Paulita, Alessandra Araújo, Alex Minei, Angélica Santos, Carlos Silveira, Cecília Lemes, Cláudia Victoria, Cláudio Satiro, Dado Monteiro, Denise Reis, Diego Garcia, Diego Marques, Douglas Guedes, Elisa Villon, Fábio Lucindo, Fábio Moura, Fábio Villalonga, Fernanda Bock, Fernanda Bullara, Flávio Dias, Flora Paulita, Fritz Gianvito, Gabriela Milani, Gabriel Noya, Gilmara Sanches, Isabel de Sá, Ivo Roberto, Jussara Marques, Lene Bastos, Leonardo Camilo, Luiz Antônio Lobue, Luiz Laffey, Marcelo Campos, Marcelo Pissardini, Mauro Castro, Mauro Eduardo, Pedro Alcântara, Raquel Marinho, Raul Schlosser, Renato Márcio, Renato Soares, Robson Kumode, Rodrigo Andreatto, Rodrigo Araújo, Rosana Beltrame, Sidney César, Sidney Lilla, Silvio Giraldi, Tatiane Keplmair, Thiago Keplmair, Vagner Fagundes, Wellington Lima, Yuri Chesman e Zayra Zordan
- Direção: Gilmara Sanches
- Locutor: Affonso Amajones
- Estúdio: Centauro, SP